# Rodenberg
Rodenberg er en by og kommune i det nordvestlige Tyskland med 6505 indbyggere (2018-12-31), beliggende som administrationsby i Samtgemeinde Rodenberg under Landkreis Schaumburg. Denne landkreis ligger i den nordlige del af delstaten Niedersachsen.

## Geografi
Byen er beliggende i den nordlige del af Deister-Sünteldalen mellem Deister, Süntel og Bückeberg. Motorvejen A2 og B 442 mod øst og B 65 mod nord, afgrænser byen. Floderne Rodenberger Aue og Steinaue løber ligeledes gennem kommunen. I den vestlige del af kommunen ligger „Alte Rodenberg“, som både byen og samtgemeinden har navn efter.
I kommunen ligger (ud over byen Rodenberg) den indtil 1974 selvstændige bykommune Algesdorf.